# María del Refugio García Brambila
María del Refugio García Brambila o Miss Cuca Ayutla (Jalisco)|Ayutla]], 6 de julio de 1908 - Guadalajara, 18 de abril de 1992) fue una maestra de folclore y danza regional mexicana. Es conocida como Pionera de la danza Folclórica en Jalisco. 
Se graduó como profesora de Educación Física en la Escuela Normal de Jalisco, con especialidad en danza y baile regional.
A partir de 1925 se convirtió en una maestra destacada en varias escuelas primarias, poco tiempo después fue Directora del grupo de bailes folclóricos del Departamento de Educación Pública del Estado.
Fue docente en la Escuela Industrial, Internado Beatriz Hernández,  “Hijos del Ejército”, Secundaria No 1° para señoritas, Normal de Jalisco y  Preparatoria de Jalisco. Su grupo de alumnas del internado “Beatriz Hernández” obtuvo durante 13 años consecutivos el Primer Lugar en Danza y Baile.

## Reconocimientos
- 1957 Medalla “Manuel López Cotilla”, por sus 30 años de servicio.
- 1966 Homenaje del marco del festival Folklórico de Jalisco celebrado en el Teatro Degollado de Guadalajara
- 1977 Medalla Manuel Altamirano, por sus 50 años en el Magisterio.
- 1990 Premio Quetzalcótl por el Instituto Jalisciense de Antropología e Historia como la “Pionera de la Danza Folklórica de Jalisco”.[3]